# Ben 10 再顯神威
《Ben 10 再顯神威》是由Man of Action為卡通頻道製作的動畫電視連續劇，是同名卡通頻道系列的重啟版，被視為平行世界。該劇於2016年10月1日在澳洲、紐西蘭和亞太地區首播，於2017年4月10日在美國首播，至2021年4月11日結束，共四季、一部電影和三部曲。
根據該系列改編的電影《Ben 10 再顯神威：電影版》於2020年2月19日宣布上映，隨後於2020年10月10日於電視頻道播出。

## 故事概要
《Ben 10 再顯神威》是基於兒童英雄田小班為主角的同名卡通頻道系列的重啟作品，講述了小班、他的表姐妹小玟和祖父馬克爺爺（Grandpa Max）在暑假期間環遊美國的故事。當小班發現了Omnitrix（一隻神秘手錶，可以讓他變身成10個不同的外星人）時，一扇通往外星超能力世界的大門向他敞開。 
該劇由卡通網路工作室（Cartoon Network Studios）製作，Man of Action Entertainment創作和執行製作，John Fang擔任監製。

### 第二季
接續第一季末與魔賈斯對戰，導致失去了「變形怪」，而增加了新的英雄「電威」，並且有類似裝甲升級的概念。第二季的主要反派為「魔賈斯」。第二季末時，小班進入Omnitrix內，阻止電威星人的侵略，並對上電威星人的首領「滅絕天王」，在這其中小班得知第一季末消失的變形怪，為了存活，只好與宿主（小班）的DNA融合，形成新的角色「rustbucket」（rustbucket之後成為了小班的專屬外星車）。

### 第三季
Omnitrix內有三位外星人陸續消失，而增加了「拍背背」、「暴虎」、「神力暴龍」等角色，也出現了一位亦敵亦友的新人物「凱文」（Ken），帶著與小班類似的手錶「Antitrix」。第三季的主要反派為「永恆武士」。

### 第四季
小班獲得新英雄「魟人」，然而他也得到某種升級零件，使得Omnitrix內的10位英雄得以裝甲進化（與第二季的不同），小班也陸續解鎖Omnitrix內的新功能。第四季末時，小班因為某些意外來到虛無零界，因而見到「鬼影」、「超能獸」、「大鋼牙」、「嘯天狼」等生物，更重要的是，他遇到Omnitrix的造物主「阿茲米斯」，阿茲米斯給小班一個考驗，使小班激發出Omnitrix的潛力，同時獲得一個新英雄「異形怪」。另外一邊，魔賈斯回到地球，想要取回在凱文身上的Antitrix，並且用Antitrix死自己強化與變異，在最後小班也用了新英雄「超巨人」打敗變異後的魔賈斯。

## 人物介紹
小班(Ben)
台灣配音員:楊凱凱 美國配音員:Tara Strong

劇中主角，Omnitrix(配色為綠、黑，中間像綠色沙漏圖案)的擁有者，可以變身成10種外星生物，每一季的Omnitrix型態都會有些改變。喜歡狂暴相撲，害怕章魚。時常因為衝動而壞事。為變形怪「rustbucket」的宿主。

小玟(Gwen)
台灣配音員:許淑嬪 美國配音員:Montserrat Hernandez

小班的堂姊，喜歡幸運女孩和有計畫性的行動。曾在《換人玩玩看》一集中和小班交換靈魂而變成四手霸王和變形怪。凱文的暗戀對象。

馬克爺爺(Max)

主角小班、小玟的爺爺，有一台老破車和菲爾的直升機。

小班、小玟、爺爺等合稱田家班。
可能也跟其他宇宙世界的田馬克一樣是個水電工。

rustbucket

在第二季小班與魔賈斯戰鬥後，Omnitrix中的變形怪被釋放且吸收了小班的DNA因而產生自我意識，現為小班的外星車。

菲爾

馬克爺爺的好友，為機械天才，有時會和小班一行人合作並給出有利的建議，除了名字之外基本上跟重啟前的菲爾沒有多少相似之處。

凱文

在《小惡霸凱文》中正式登場，不會放過任何羞辱小班的機會，載著鑰匙孔狀的項鍊，也可以透過自己作的Omnitrix手錶(配色為紅、黑，中間像紅色K字型圖案)變成外星生物，暗戀小玟。

魔賈斯(Vilgax)

在《我變我變我變變變》登場，第二季的主要大反派，奇麥拉星人，DNA碎片曾經在Omnitrix裡而因此失去力量。時常和其他反派合作抓小班。現在在虛無零界。與重啟前相比和小班之間的關係更接近亦敵亦師。

蒸氣爺

喜歡研發古董科技，討厭現代高科技。

滅絕天王

福瑪星領袖，企圖用Omnitrix把福瑪星人(電威)大軍傳送到地球佔領世界。和一般福瑪星人最大的不同是，他的體型巨大，電漿是紫色的，臉型細長，眼睛是紅色的。可以將死去的福瑪星人死而復生並增強，且復活後的福瑪星人電漿也是紫色的，眼睛是紅色的，滅絕天王也可以同化其他的福瑪星人。

董悟博士

做瘋狂的動物實驗。曾經因吸取小班的手錶能量，變成暴虎。

駭屍

有著高超巫術的邪惡巫師，時常想得到一些增強法力的魔物，例:泰坦金手套。

贊伯洛

喜歡催眠別人的小丑。

永恆武士(Forever Knight)

穿著盔甲裝的神秘反派。

變天客

三個能改變天氣的外星機器人，最大的弱點是情感。

賽門

萊恩的弟弟。賽門時常因大發脾氣而出動背包機器人。

阿茲米斯(Azmuth)

Omnitrix的發明者，和之前的其他版本最大的不同在於是與魔賈斯共同創造的。可任意調整Omnitrix。

## 小班的外星英雄
小班使用Omnitrix來進行外星英雄的變身，理論上來說可以使用的外星英雄數以萬計，但是實際上只能使用其中的十種。

因為Omnitrix中注射基因的裝載平台(loading bay)一次只能容納十種外星基因。作品後期加入了一個設定，可藉由「鑰匙」升級達到裝甲的進化，會具有新的能力。

若是要使用一種新的外星英雄就必須要將一種原先擁有的外星英雄給捨棄。
四手霸王(Four Arms)

有四隻手兩雙眼睛且力大無窮的紅色外星生物。

電威升級後前兩條手臂多了兩個拳頭和多了肩甲。

火焰人(Heatblast)

全身充滿火焰與紅色熔岩，臉貌似紅色骷髏的外星生物。

電威升級後多了藍色火焰噴射器。

轟天雷(Cannonbolt)

後背黃色貌似犰狳，全身白白胖胖的外星生物。

電威升級後背上出現了耐衝擊的柱狀突起物。

小奇兵(Grey Matter)

足智多謀，臉有腮且貌似青蛙的灰色外星生物。眼睛為橘色，瞳孔為橫條狀。

電威升級後從小奇兵變成「大奇兵」。

鑽石戰神(Diamondhead)

全身而鑽石組成，且可從地上長出水晶，也可以反射光線。

電威升級後多了頭盔和可變成武器的藍光能量。

變形怪(Upgrade)

可變成液態也可侵入科技控制並升級它，由液態金屬構成，底層為黑色，有著電路板線狀的紫色線條的外星生物。

快閃之星(XLR8)

移動速度極快，腳下有灰色快閃珠的藍色外星生物。

電威升級後多了面罩和風火輪。

水霸王(Overflow)

紅色外型貌似機器人，頭上有兩個儲水囊，可射出水也可在水中呼吸。

電威升級後增加了兩個可大幅增強水力的水炮。

和其他版本的水霸天(WaterHazzard)類似，但其實不一樣。

野魔藤(Wildvine)

有一顆藍色眼睛，背部有許多種子囊，綠色的植物外星生物。
和其他版本的造型相差巨大、僅次於滑翔金剛，體態接近人類。
電威升級後後面多了兩顆圓形重槌。

滑翔金剛(Stinkfly)

有兩顆水藍色複眼，背部有橘色翅膀，可吐出綠色嘔吐液，藍色的外星蟲物。

電威升級後變成甲蟲頭，嘔吐液除了變藍色還帶電。

重啟前後外型差異最大的外星人。

賈斯(Gax)

因為有魔賈斯的DNA碎片而存在。臉形長得像章魚，頭後方有管狀輸送物，力氣十分強大，有雷射眼，手由觸手組成。

電威(Shock Rock)

全身為藍色電漿與青苔石組成，可透過電漿變出各種武器。

拍背背(Slapback)

可複製自己，複製的體積會隨著數量而減少，而且體重很重。

暴虎(Rath)

全身貌似老虎，脾氣火暴。手背上面長著利爪，在戰鬥時可隨著情緒而自由伸縮。

神力暴龍(Humangousaur)

全身貌似土黃色的人型暴龍，尾部可震出強力音波，且揮動速度極快。

魟人(Jetray)

類似魟魚的外星人，有紅色的身體和黃色的翅膀，具有飛行能力，其眼睛可發出紅色光線。

異形怪(Goop)

主體為綠色黏液之液體，可任意變形，上方有碟型控制器保持他的形狀。

超巨人(Way Gig)

體型十分巨大，其破壞力為之驚人，甚至可以打敗變異後的魔賈斯。
在2020年電影版《Ben10：勇闖宇宙大電影》中由阿茲米斯解鎖獲得。

## 凱文的外星生物
凱文所使用的Omnitrix有另一個名稱:Antitrix。其效能比小班的還要更強大也更不穩定，雖然能一次使用11種外星生物，

但是每種外星生物基本上都是原版外星英雄的突變產物，為凱文自己利用夢中藍圖所製造的(其夢中藍圖為魔賈斯所傳達的訊息，因此Antitrix主要是由魔賈斯所研發Omnitrix的複製品)。
四手魔(Quad Smack)

類似小班的四手霸王，一樣四手兩雙眼，但顏色為紫色。身上裝備變多，例:肩甲、手環…等。

怪奇兵(Dark Matter)

類似小班的小奇兵，一樣很聰明。但身高變高，四肢細長，膚色為暗紅色 ，腮長在胸部。可以製造出紅色結晶體和紅色火焰。

水霸魔(Undertow)

類似小班的水霸天，可以射出水。水變成綠色，身上變藍綠色，身上輸送管變多，原本水霸王頭上的儲水囊變成連結在手臂的輸送管，手臂旁多了小儲水囊。

野刺藤(Thornblade)

類似小班的野魔藤，一樣可以長出藤蔓。但藤蔓帶刺，而且身材較為強壯，且身上有多處地方不一樣。

霸嘶狼(Bashmouth)

類似小班的暴虎與嘯天狼，容易情緒失控，但外型像狼。有盾牌手與金鋼牙，很愛吃肉。

滾地龍(Wreckingbolt)

類似小班的轟天雷。

水晶霸王(Crystalfist)

類似小班的鑽石戰神與北極星。

魔形體(Bootleg)

類似小班的變形怪與水晶奇俠。

火邪人(Hot Shot)

類似小班的火焰人與沼澤火。

閃電之星(Rush)

類似小班的快閃之星。

獨角仙王(Skunkmoth)

類似小班的滑翔金剛。

## 外星生物簡介
派羅奈星人(火焰人)

住在派羅奈星的派羅奈星人，擁有極大熱能。他們會充份使用火焰人的力量工作，他們也可以傳導火焰，產生自發性的推進力，讓自己可以在炎熱空氣中衝浪。

泰卓曼人(四手霸王)

住在克羅斯星的泰卓曼人，時常鍛鍊臂力。熱愛在巨大競技場進行神鬼戰士大賽，而且女性泰卓曼人比男性威猛，還有打敗殘暴野獸的泰卓曼四手霸后。

佩拉洛塔族人(轟天雷)

住在阿魯布里亞星的佩拉洛塔族，小佩拉洛塔族人要用功，所以會上12小時的課。佩拉洛塔族人最大特色就是捲成一顆球，用身體當武器。因圓球狀的身體，讓他成為跳水高手，甚至能從同溫層俯衝而下卻毫法無傷。

佩卓沙平星人(鑽石戰神)

住在佩卓沙平星的佩卓沙平星人，有著地表上的絕美王國，而地下的地底沙平星人，卻辛苦的活著。長久以來，地底沙平星人對地上世界一無所知，現在他們將破土，攻進地上世界而陷入苦戰。不知自己只是傀儡，更深層地底的第三支大軍- 安卓沙平星人，企圖搶走遠古表親的一切。

蓋文星人(小奇兵)

住在蓋文星的蓋文星人，曾經被當成小寵物，但後來發現有著超高智商，一切都變了。銀河系許多研究工程師都變成了蓋文星人，他們想收集全宇宙所有物種的DNA。蓋文星人建造研究用的無人機偵查全宇宙，尋獲各種知識。所有外星物種的DNA資訊都會上傳到蓋文星中央大電腦儲存。

蓋文星變形體(變形怪)

住在蓋文B星(衛星)的蓋文星變形體。是因為原本蓋文B星是荒無星體，後來蓋文星人想將它改造成可居住的星球，但卻因為一場墜機意外，造就了蓋文星變形體，也因為蓋文星變形體可升級科技的特性，一下子就出現了高超文明。

奇那快閃族人(快閃之星)

住在奇那星的奇那快閃族，奇那星是一個在電磁風暴下快轉不停的球體。 奇那快閃族有個流傳已久的儀式- 極速快閃冒險，目標是取得穿在腳上的快閃珠。快閃珠，其實是怪物珍貴稀有的珍珠，聰明的他們會守株待兔讓大自然完成快閃珠。取得快閃珠後速度可超過時速800公里，還有飛簷走壁的能力。

瞄雙貝人(水霸天)

住在安卓米達星系中的大瀑流星的瞄雙貝人。瞄雙貝人終身都在找一種珍貴的物質-海蛇玻晶，也就是他們堅固盔甲的材料，存在於瞄雙貝的海平面上，危險至極的精密椎體中，度過了重重難關只為了它。

弗洛爾維登星人(野魔藤)

住在弗洛爾維登星的弗洛爾維登星人，弗洛爾維登星是顆綠寶石，過著與世無爭的平靜生活。

力皮多特星人(滑翔金剛)

住在力皮多特星的力皮多特星人，先進的生態系統，讓各種生物可和平共存。不過有時候力皮多特星人會管束凶猛野獸來保護溫馴生物。力皮多特星人的蟲蛹散發著耀眼光芒，這些蟲蛹可以讓更多力皮多特星人出生，生命周期永續生生不息。

以上取自《Ben 10再顯神威 環遊外星世界》

## 每季列表
| 季數                    | 集数                    | 集数                    | 首播日期       | 首播日期       |
| 季數                    | 集数                    | 集数                    | 首映           | 季终           |
| ----------------------- | ----------------------- | ----------------------- | -------------- | -------------- |
| 1                       | 40                      | 40                      | 2016年10月1日  | 2017年5月27日  |
| 2                       | 40                      | 40                      | 2017年10月3日  | 2018年10月26日 |
| 交叉關係                | 交叉關係                | 交叉關係                | 2018年10月8日  | 2018年10月8日  |
| 3                       | 52                      | 52                      | 2019年1月26日  | 2019年11月30日 |
| 4                       | 34                      | 34                      | 2019年12月13日 | 2020年9月18日  |
| Ben 10 再顯神威：電影版 | Ben 10 再顯神威：電影版 | Ben 10 再顯神威：電影版 | 2020年10月10日 | 2020年10月10日 |
| 特別篇                  | 3                       | 3                       | 2021年4月9日   | 2021年4月11日  |

## 每集列表

### 第一季(綠色)
- 台灣在2016/10/10播過以後，每週六8:00時段繼續播新集數一集，在那時段之後的是播過的舊集數。12月開始播出無固定順序。

| 系列集數 | 當季集數 | 台灣順序 | 英文標題                   | 中文標題       | 播出日期(東南亞) | 播出日期(台灣) | 播出日期(美國) | 播出日期(英國) | 播出日期(德國)             | 播出日期(香港)              |
| --- | -------- | -------- | -------------------------- | -------------- | ---------------- | -------------- | -------------- | -------------- | -------------------------- | --------------------------- |
| 1 | 1        | 1        | The Filth                  | 你可以再噁一點 | 2016年10月1日    | 2016年10月10日 | 2017年2月2日   | 2016年10月9日  | 2016年10月11日             | 2017年7月29日               |
| 馬克帶小玟去蝙蝠洞玩，而小班被留下，被規定要做完包括清潔老破車在內的家事才能用Wi-Fi。兩個半人半蠅的生物搶走老破車。  |          |          |                            |                |                  |                |                |                |                            |                             |
| 2 | 2        | 2        | Freaky Gwen Ben            | 換人玩玩看     | 2016年10月1日    | 2016年10月10日 | 2017年         | 2016年10月10日 | 2016年10月12日             | 2017年7月29日               |
| 馬克帶小班和小玟到跳蚤市場，給他們各自十塊錢讓他們選擇自己想要的東西。駭屍出現在跳蚤市場，想要得到泰坦金手套。       |          |          |                            |                |                  |                |                |                |                            |                             |
| 3 | 3        | 3        | Waterfilter                | 有我給你靠     | 2016年10月8日    | 2016年10月10日 | 2017年         | 2016年10月8日  | 2016年10月10日             | 2017年8月5日                |
| 小玟和馬克一致同意小班的行為太衝動，要由小玟擔任小班那些瘋狂點子的「過濾器」。小班無意間驚醒了原本在湖底沉睡的生物。 |          |          |                            |                |                  |                |                |                |                            |                             |
| 4 | 4        | 4        | Riding the Storms out      | 天氣變變變     | 2016年10月15日   | 2016年10月15日 |                |                | 2016年12月3日              | 2017年8月5日                |
| 小班又亂弄Omnitrix，造成變身功能異常。三個機器人建立控制塔，產生大型龍捲風。                                         |          |          |                            |                |                  |                |                |                |                            |                             |
| 5 | 5        | 5        | Take 10                    | 我是大明星     | 2016年10月22日   | 2016年10月10日 |                | 2016年10月15日 | 2016年10月13日             | 2017年8月12日               |
| 小班和小玟利用抓壞人的機會拍片，但是小班看來對於拍動作片太投入了。                                                   |          |          |                            |                |                  |                |                |                |                            |                             |
| 6 | 6        | 6        | Shhh!                      | 小班不要吵     | 2016年10月29日   |                |                |                | 2016年12月3日              | 2017年8月12日               |
| 馬克、小班和小玟到了靜默公社，被要求保持安靜。小班和小玟約定來比賽。                                                 |          |          |                            |                |                  |                |                |                |                            |                             |
| 7 | 7        | 7        | Brief Career of Lucky Girl | 幸運女孩最幸運 | 2016年11月5日    |                |                |                | 2016年10月10日             | 2017年8月19日               |
| 到了角色扮演會場。駭屍剛好也出現了，想要得到梅林魔杖。                                                               |          |          |                            |                |                  |                |                |                |                            |                             |
| 8 | 8        |          | The Ring Leader            |                |                  |                |                | 2016年10月8日  | 2016年10月14日             | 2017年8月19日               |
| 9 | 9        |          | Animo Farm                 |                |                  |                |                | 2016年10月16日 | 2016年10月19日             | 2017年8月25日               |
| 10 | 10       | 8        | Clown College              | 大學好好玩     | 2016年11月12日   |                |                | 2016年10月22日 | 2016年10月26日             | 2017年8月25日               |
| 參觀大學，小丑贊伯洛催眠大家。                                                                                       |          |          |                            |                |                  |                |                |                |                            |                             |
| 11 | 11       |          | Something I Ate            |                |                  |                |                | 2016年10月23日 | 2016年11月2日              | 2017年9月2日                |
| 12 | 12       |          | Rustbucket Rip             |                |                  |                |                |                | 2016年11月9日              | 2017年9月2日                |
| 13 | 13       |          | Ben 24hrs                  |                |                  |                |                |                | 2016年11月9日              | 2017年9月9日                |
| 14 | 14       |          | The Clocktopus             |                |                  |                |                |                | 2016年12月3日              | 2017年9月9日                |
| 15 | 15       |          | Growing Pains              |                |                  |                |                |                | 2016年12月3日              | 2017年9月16日               |
| 16 | 16       | 9        | Adventures in Babysitting  | 保母大戰寶寶   | 2016年11月19日   |                |                |                | 2016年12月3日              | 2017年9月16日               |
| 馬克和美心暫時離開，萊恩和賽門被留下來與小班和小玟一起。賽門因為人家不理他有沒有自己想要的果汁而大發脾氣。           |          |          |                            |                |                  |                |                |                |                            |                             |
| 17 | 17       |          | Steam Is the Word          |                |                  |                |                |                | 2016年12月3日              | 2017年9月23日               |
| 18 | 18       |          | Need for Speed             |                |                  |                |                |                | 2016年12月3日              | 2017年9月23日               |
| 19 | 19       |          | Cutting Corners            |                |                  |                |                |                | 2016年12月3日              | 2017年9月30日               |
| 20 | 20       |          | Don't Let the Bass Drop    |                |                  |                |                |                | 2016年12月3日              | 2017年9月30日               |
| 21 | 21       |          | Villain Time               |                |                  |                |                |                | 2017年2月13日              | 2017年10月7日               |
| 22 | 22       |          | Forgeti                    |                |                  |                |                |                | 2017年5月6日               | 2017年10月7日               |
| 23 | 23       |          | Don't Laze Me, Bro         |                |                  |                |                |                | 2017年5月21日              | 2017年10月14日              |
| 24 | 24       |          | Drive You Crazy            |                |                  |                |                |                | 2017年2月21日              | 2017年10月14日              |
| 25 | 25       |          | Tomorrow Today             |                |                  |                |                |                | 2017年2月24日              | 2017年10月21日              |
| 26 | 26       |          | Story, Bored               |                |                  |                |                |                | 2017年2月17日              | 2017年10月21日              |
| 27 | 27       |          | The Beast Inside           |                |                  |                |                |                | 2017年2月23日              | 2017年11月4日               |
| 28 | 28       |          | All Wet                    |                |                  |                |                |                | 2017年2月16日              | 2017年11月4日               |
| 29 | 29       |          | Hole in 10                 |                |                  |                |                |                | 2017年2月22日              | 2017年11月11日              |
| 30 | 30       |          | Zombozo-Land               |                |                  |                |                |                | 2017年5月20日              | 2017年11月11日              |
| 31 | 31       |          | Xingo                      |                |                  |                |                |                | 2017年2月20日              | 2017年11月18日              |
| 32 | 32       |          | Cutting Corners            |                |                  |                |                |                | 2016年12月3日              | 2017年11月18日              |
| 33 | 33       |          | Don't Let the Bass Drop    |                |                  |                |                |                | 2016年12月4日              | 2017年11月25日              |
| 34 | 34       |          | Bad Penny                  |                |                  |                |                |                | 2017年5月13日              | 2017年11月25日              |
| 35 | 35       |          | Scared Silly               |                |                  |                |                |                | 2017年5月7日               | 2017年12月2日               |
| 36 | 36       |          | Max to the Max             |                |                  |                |                |                | 2017年5月14日              | 2017年12月2日               |
| 37383940 | 37383940 |          | Omni-Tricked               |                |                  |                |                |                | 2017年5月27日2017年5月28日 | 2017年12月9日2017年12月16日 |

### 第二季(藍色)
- 台灣在2018/1/27播過以後，2018年2月24開始每週末9:00時段繼續播新集數一集，在那時段之後的是播過的舊集數

| 1 | 1 | 1 | Drone on | 好膽來戰阿 |  | 2018年1月27早上九點 |  |

## 播出日期

### 亞太地區
| 東南亞、澳洲  | 台灣、阿拉伯   | 東北亞 | 中東 |
| ------------- | -------------- | ------ | ---- |
| 2016年10月1日 | 2016年10月10日 | TBA    | TBA  |

| 香港無綫電視翡翠台 星期六 10:45-11:15 節目 · 10月28日停播 | 香港無綫電視翡翠台 星期六 10:45-11:15 節目 · 10月28日停播 | 香港無綫電視翡翠台 星期六 10:45-11:15 節目 · 10月28日停播 |
| --------------------------------------------------------- | --------------------------------------------------------- | --------------------------------------------------------- |
|                                                           | 少年勇將之再顯神威 （2017年7月29日－12月16日）            |                                                           |
| 布公仔遊樂團 第1－18集                                    | 布公仔遊樂團 第19－40集                                   |                                                           |

### 歐洲
| 英國/愛爾蘭 法國 | 東歐           | 葡萄牙         | 義大利         |
| ---------------- | -------------- | -------------- | -------------- |
| 2016年10月8日    | 2016年10月10日 | 2016年10月15日 | 2016年10月24日 |

## 東歐直播
10月10日東歐的每個卡通頻道的YouTube，都在首播。

### 冷知識
- 該系列每集的長度均為11分鐘。所有先前的Ben 10系列都具有每集22分鐘的長度。

- 與前作不同，小班一次只能持有10個外星英雄。

1. 若是沒有遵守該規則（例如在"我變我變我變變變"這集中小班解鎖賈斯，使的小班一次擁有11個外星英雄），Omnitrix就會發生故障，並產生無法穩定變身的情況。
2. 也因此若是加入一個新的外星英雄，就必須移除一個舊有的外星英雄。
3. 根據與製作組的問答，外星英雄的添加和刪除基於他們想講的故事類型，然後是哪個外星英雄最適合那些故事，而哪些則不會。[5]

- 這是繼《飛天小女警》（2016）之後的第二次卡通頻道重啟系列。

## 外部連結
- 互联网电影数据库（IMDb）上《Ben 10》的资料（英文）
- Official website （页面存档备份，存于） on Cartoon Network UK
- Ben 10 （页面存档备份，存于） on Cartoon Network
- Ben 10 （页面存档备份，存于） on Cartoon Network Asia
- Ben 10 （页面存档备份，存于） on Cartoon Network Australia
- Panini UK's Official Ben 10 Magazine's page （页面存档备份，存于）